# Mizuho Sakaguchi
Mizuho Sakaguchi (født 15. oktober 1987) er en japansk fodboldspiller. Hun har spillet for Japans kvindefodboldlandshold.

## Japans fodboldlandshold
| Japans landshold | Japans landshold | Japans landshold |
| År               | Kmp              | Mål              |
| ---------------- | ---------------- | ---------------- |
| 2006             | 7                | 10               |
| 2007             | 5                | 3                |
| 2008             | 17               | 1                |
| 2009             | 0                | 0                |
| 2010             | 4                | 1                |
| 2011             | 14               | 1                |
| 2012             | 14               | 1                |
| 2013             | 7                | 1                |
| 2014             | 17               | 8                |
| 2015             | 12               | 2                |
| 2016             | 6                | 0                |
| 2017             | 13               | 0                |
| 2018             | 8                | 1                |
| Total            | 124              | 29               |